# Bergbau- und Hüttenkombinat „Albert Funk“ Freiberg

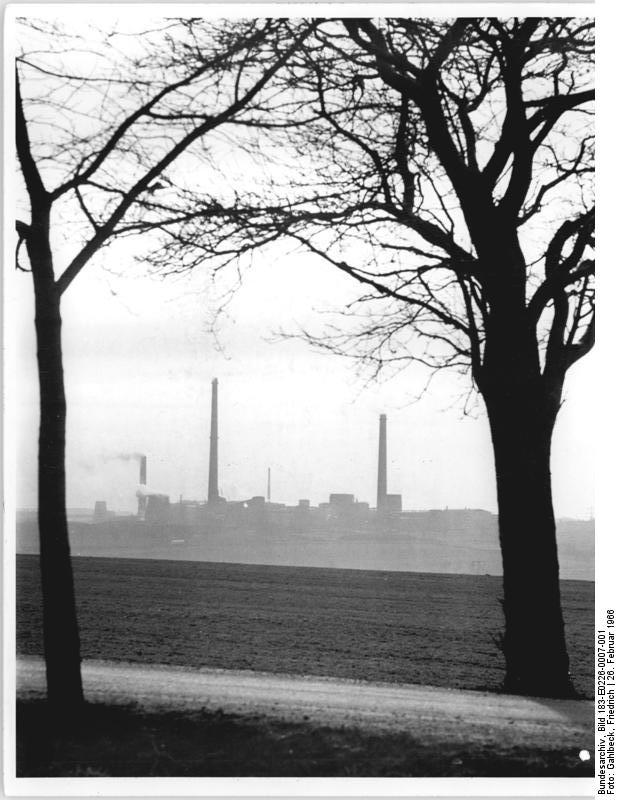
Blick auf die Werksanlagen in Freiberg

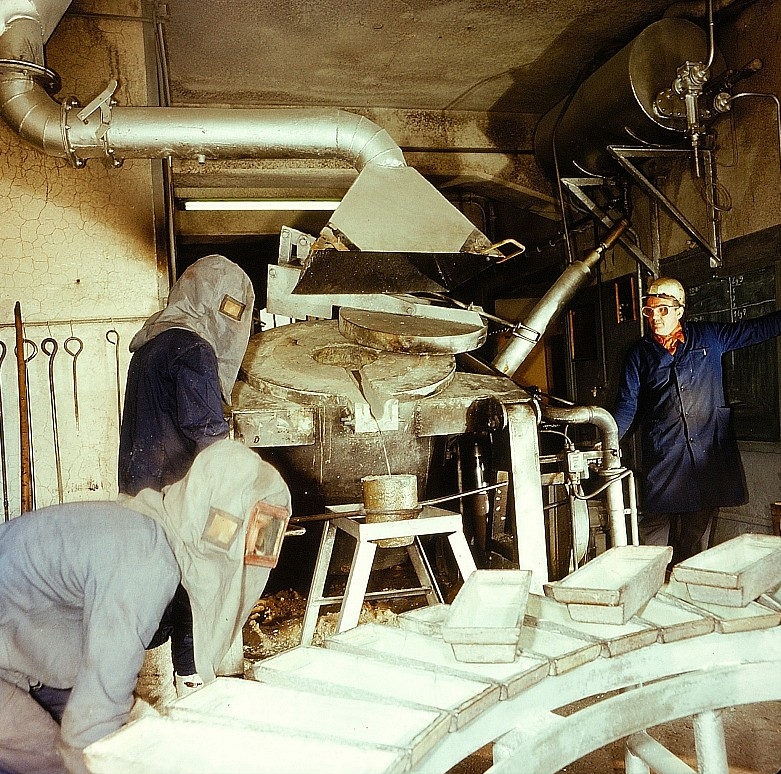
Barrengießen in der Berufsausbildung

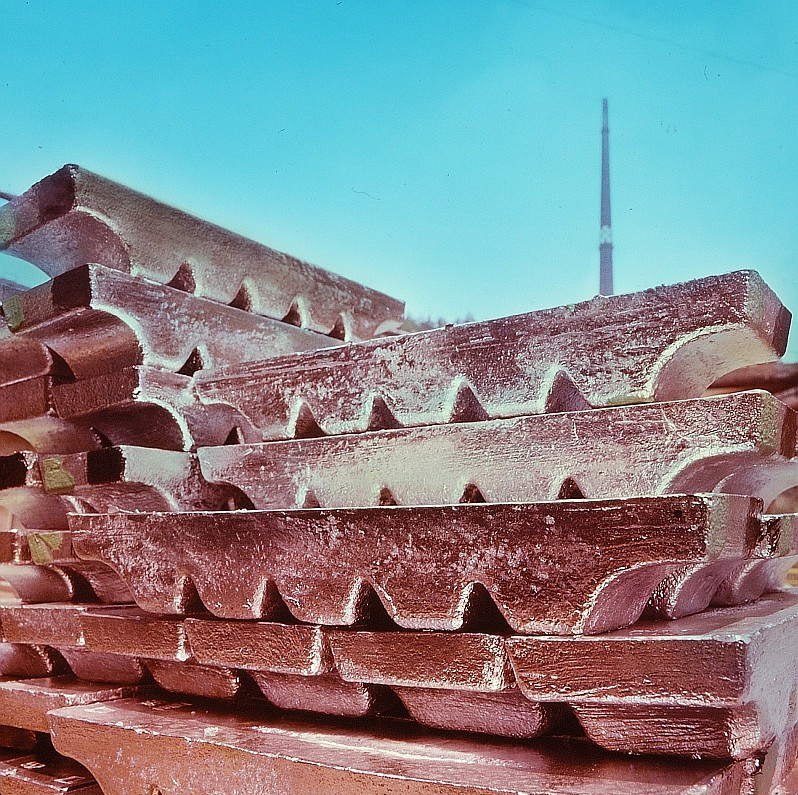
Gussbarren aus der Produktion

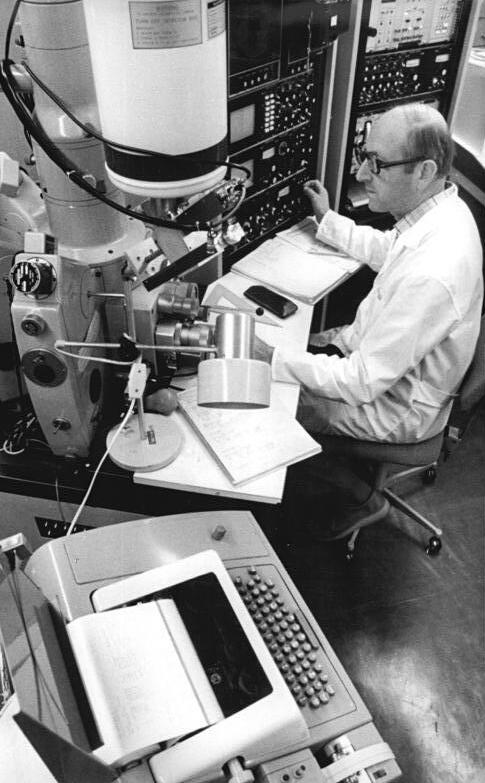
Materialforschungen am Forschungsinstitut für Nichteisenmetalle

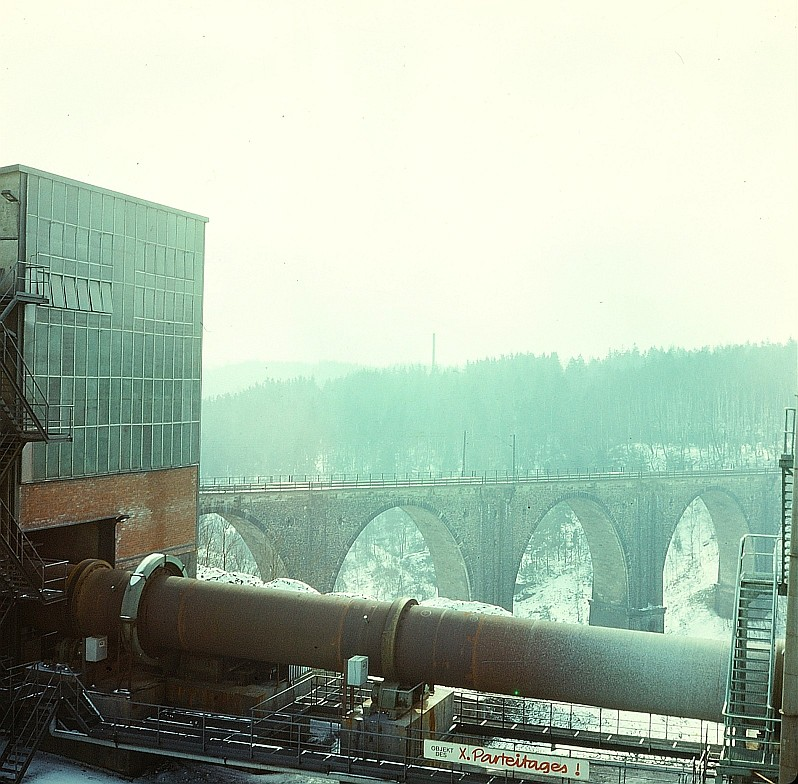
Drehrohr-Röstofen in der Bleihütte Muldenhütten

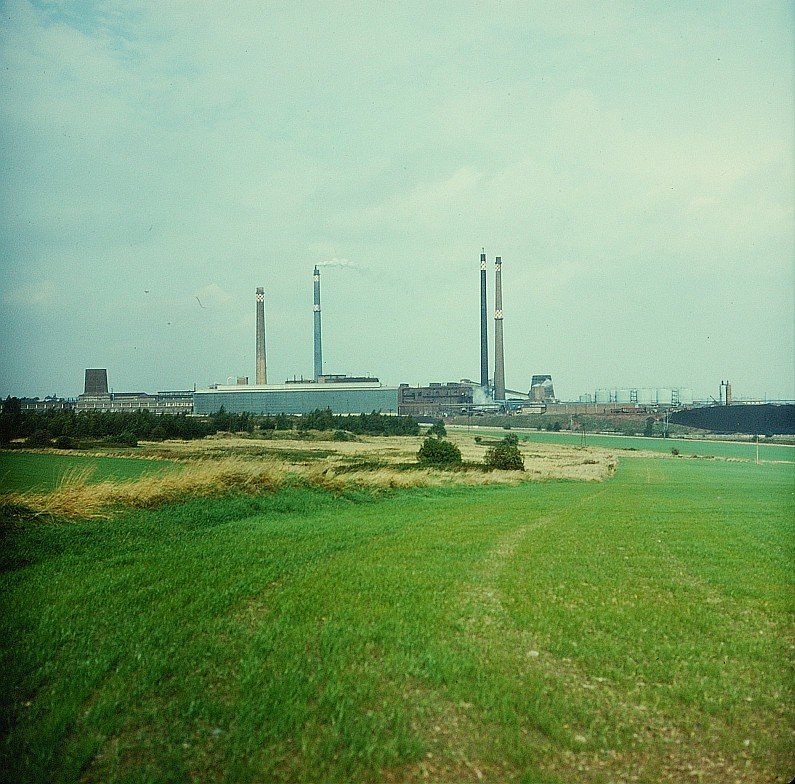
Neue Zinnhütte in Freiberg

Der VEB Bergbau- und Hüttenkombinat „Albert Funk“ Freiberg (Abk. VEB BHKF) war ein Großbetrieb der DDR zur Gewinnung und Verarbeitung von Bunt- und Edelmetallrohstoffen in der Organisationsform eines Kombinats. Er wurde am 1. Januar 1961 gegründet, hatte seinen Sitz in Freiberg, war in mehrere Teilbetriebe gegliedert und existierte bis zu seiner Privatisierung im Jahr 1990.

## Name
Die Betriebsbezeichnung resultierte aus der Vereinigung der seit Jahrhunderten im Freiberger Bergrevier ansässigen Unternehmen zur Gewinnung, Verhüttung und Verarbeitung metallischer Rohstoffe zu einem einzigen Komplex. Damit unterstanden nun sämtliche Bereiche einer gemeinsamen Betriebsleitung.

Der Namenszusatz bezieht sich auf den Bergmann, später Reichstagsabgeordneten und KPD-Funktionär Albert Funk, der infolge nationalsozialistischer Repressionen 1933 ums Leben kam.

## Wirtschaftliches Profil
Der Zweck des Bergbau- und Hüttenkombinats „Albert Funk“ lag primär im Betrieb von Bergwerken auf Nichteisenmetallerze und der anschließenden Verhüttung von Blei-, Silber- und Zinkerzen des Freiberger Reviers, das sich zwischen Halsbrücke im Norden und Brand-Erbisdorf im Süden erstreckte. Zu diesem Zweck existierte eine Bleihütte, ein Betriebsteil Zinkhütte (Feinzink) in Muldenhütten und ein Betriebsteil zur Gold- und Silberscheidung in Halsbrücke. Ferner waren die Bergbaubetriebe der Zinnerz-Lagerstätten des Altenberger Reviers und der Region um Ehrenfriedersdorf ein weiteres schwerpunktartiges Tätigkeitsfeld des Kombinats. Die Verarbeitung der Zinnerze erreichte einen Umfang, der über die DDR hinaus für weitere RGW-Länder von Bedeutung war und seinen zentralen Hüttenstandort in Freiberg besaß. Eine untergeordnete Rolle spielte der Nickelerzbergbau an den zwei sächsischen Standorten um St. Egidien und Aue sowie die Verarbeitung von Erzkonzentraten aus dem Mansfelder Kupferschiefergebiet.
Nach dem Ende des Freiberger Bergbaus im Jahre 1969 verlagerte sich das Produktionsprofil des Kombinates hin zu Edel- und Buntmetallerzeugnissen sowie Sonderwerkstoffen. Ferner gehörten zum Lieferumfang Produkte aus den Bereichen Konsumgüter, Rationalisierungsmittelbau, Baustoffe, Bandstahl und Strahlmittel.
Mit der abschließenden Gewinnung seltener Metalle und der Herstellung von Reinststoffen für die elektronische Industrie war das Kombinat nicht betraut. Die dazu erforderlichen Erzkonzentrate oder Arbeitsrückstände lieferte es jedoch an den 1957 gegründeten und nicht zum Kombinat gehörenden VEB Spurenmetalle in Freiberg. Aus den Abröstprozessen der Zinkblendeverarbeitung des Betriebes Feinzink verblieb ein Konzentrat mit wirtschaftlich verwertbaren Indiumgehalten, da bei der Verarbeitung des anfallenden Flugstaubs dieser mit 0,1 bis 0,3 Prozent Indium angereichert worden war. Ferner konnte dieses Metall aus dem Herstellungsprozess von Werkblei gewonnen werden.
Für die Region seiner Schwerpunktstandorte besaß das Kombinat eine bedeutende Erwerbseinkommensfunktion und übernahm Förderaufgaben regionaler Kulturarbeit. Zum Zeitpunkt seiner größten Ausdehnung waren in seinem Zuständigkeitsbereich etwa 12.000 Personen beschäftigt.
Die Kombinatsleitung befand sich seit dem 1. Januar 1978 im Gebäude des historischen St. Johannis-Hospitals in der Chemnitzer Straße 8, nachdem sie es 1977 beginnend sanieren ließ.

## Vorgeschichte
Die Verhüttungspraxis von Erzen aus dem Freiberger Bergbaugebiet entwickelte sich schon in der Frühphase der Förderung im 12. Jahrhundert. Grabungsfunde im Stadtgebiet von Freiberg belegen einfache Gießformen aus Tonzeug.
Zu den frühen urkundlichen Erwähnungen der Erzverhüttung in der Freiberger Region zählt die Untere Muldener Hütte bei Halsbach an der Freiberger Mulde aus dem Jahre 1318. Eine erstmalige Zusammenführung von fiskalischen Hüttenwerken Sachsens unter eine einheitliche Verwaltung verfügte August der Starke 1710 mit der General-Schmelz-Administration. Die Muldener Hütte entstand 1825 aus zwei existierenden Hüttenbetrieben.
Im Freiberger Bergbaugebiet endete 1913 die bergmännische Gewinnung von Blei- und Zinkerzen (5000 t Erz pro Jahr). In den 1930er Jahren nahm man sie in geringem Umfang wieder auf und erreichte zum Ende des Jahrzehntes eine jährliche Förderleistung von nur 2.500 Tonnen. Zu diesem Zweck entstand 1937 die Sachsenerz Bergwerks GmbH.
Nach dem Zweiten Weltkrieg wurden 1945 in Muldenhütten die Freiberger Bleihütten gegründet. Dieses Unternehmen ging mit weiteren Bergbaubetrieben in Brand-Erbisdorf und Halsbrücke 1950 im VEB Bleierzgruben „Albert Funk“ auf. Bereits 1948 hatte die Sowjetische Militäradministration in Deutschland (SMAD) mit dem Befehl Nr. 76 neben anderen die VVB (Z) Buntmetall gegründet. Zu diesem Zeitpunkt gehörten diesem Industriekomplex folgende Betriebe an:
- Zinnhütte Freiberg
- Bleiindustrie Freiberg (ehemals Jung und Lindig)
- Staatliche Sächsische Hütten und Blaufarbenwerke Freiberg, mit den Betriebsstätten:
  - Halsbrücke
  - Muldenhütten
  - Oberschlema
  - Aue
- Himmelfahrt Fundgrube Freiberg
- Grube Beihilfe Halsbrücke
- Himmelsfürst Fundgrube in Brand-Erbisdorf
- Vereinigt Feld Fundgrube Ehrenfriedersdorf
- Kupfergrube Sadisdorf in Schmiedeberg
- Grube Zwitterstock Altenberg
- Wolframitgrube Pechtelsgrün.[11]

1951 wurden die aktiven Freiberger Blei-Zinkbergwerke im VEB Bleierzgruben Freiberg zusammengeschlossen.
Als 1952 eine große Umbildung der DDR-Wirtschaftsstrukturen stattfand, ging aus der VVB (Z) Buntmetall die VVB Nichteisenmetall-Industrie hervor, deren Sitz bis 1953 in Freiberg und danach in Eisleben angesiedelt war.
Mitte der 1950er Jahre erreichte das Freiberger Revier eine Erzförderleistung von 300.000 Tonnen pro Jahr. Die in den 1950er und 60er Jahren ausgeweitete Zinnerzproduktion im Osterzgebirge fand 1963 ihren technischen Höhepunkt, als der Altenberger Zentralschacht mit neuen Aufbereitungsanlagen in Betrieb ging. Der VEB Hüttenwerk Halsbrücke wurde 1956 zusammen mit der Hütte Muldenhütten zum VEB Freiberger Bleihütten verbunden. Mit der Verordnung über die Aufgaben, Rechte und Pflichten der volkseigenen Betriebe, Kombinate und VVB vom 28. März 1973 (GBl. I 1973 Nr. 15, S. 129) (VEB/VVB-VO) vollzog sich eine Auflösung der VVB's und die Bildung von Kombinaten. Die VVB Nichteisenmetall-Industrie zergliederte man zwischen 1967 und 1968 in neue Betriebsstrukturen, aus denen später drei Kombinate entstanden.

## Bergbau- und Hüttenkombinat „Albert Funk“ Freiberg
Mit der Kombinatsbildung im Jahr 1961 wurden existierende Betriebe des Erzbergbaus in Freiberg, Altenberg und Ehrenfriedersdorf organisatorisch zusammengefasst. Im gleichen Jahr nahm die Zinkhütte in Freiberg ihren Betrieb auf.
Der VEB Zinnerz Altenberg kam 1967 in das Kombinat. Er arbeitete in drei Schächten und unterhielt drei Aufbereitungsanlagen. Im Jahr 1990 bildete sich aus diesem Betriebsteil die Zinnerz Altenberg GmbH.
Im Jahr 1968 wuchs das Kombinat um einen weiteren Betriebsteil, die Grube Sauberg (VEB Zinn- und Spatgruben Ehrenfriedersdorf). Dieser Bergbaubetrieb bildete den Teilbereich Zinnerz Ehrenfriedersdorf, in welchem bis zum 28. März 1991 Erze gefördert wurden. Danach flutete man die unterirdischen Anlagen. Der Nachfolgebetrieb befasst sich mit Sanierungs- und Recyclingarbeiten im ehemaligen Fördergebiet.
Ebenfalls 1968 nahm das Kombinat das Forschungsinstitut für Nichteisenmetalle auf. Dieses Institut war 1949 auf Betreiben der Sowjetischen Militäradministration gegründet worden, um für die DDR-Industrie auf dem Sektor der Nichteisenmetall- und Werkstoffverarbeitung die erforderliche Anwendungsforschung zu betreiben. Das Institut verblieb bis 1971 in der Struktur des Hüttenkombinates und ging danach an das VEB Mansfeldkombinat Wilhelm Pieck über.
Die Förderung von Blei- und Zinkerzen im Freiberger Revier hielt das Kombinat bis 1969 aufrecht. Im Rahmen der Erzaufbereitung gewann das Kombinat wichtige Spurenmetalle für den Bedarf der Mikroelektronik. Danach wurde bis 1990 nur noch Zinnbergbau in Altenberg und Ehrenfriedersdorf sowie die Verhüttung von fremden Buntmetallerzen betrieben.
Als 1976 die Bleiverhüttung in der Bleihütte Hettstedt eingestellt wurde, übernahm das Kombinat die Weiterverarbeitung der dort anfallenden bleihaltigen Rückstände und des Werkbleiaufkommens.
Das Bergbau- und Hüttenkombinat gliederte zum 1. Januar 1979 die VEB Nickelhütte St. Egidien aus der VVB Nichteisenmetalle Eisleben in seinen Bereich ein. Westlich von Karl-Marx-Stadt förderte und verarbeitete man silikatische Nickelerze. Die Nickelerzgewinnung begann 1952 als VEB Nickelerzgrube Obercallenberg, die am 29. September 1953 an den VEB Nickelhütte St. Egidien angegliedert wurde, und lief in den ersten 26 Jahren unter wechselnder administrativer Zuordnung. Die Produktion endete 1990, als die Hütte aus dem Kombinat in die Industriegesellschaft St. Egidien mbH überführt wurde. Nicht benötigte Werksanlagen wurden in der Folge abgerissen und die Tagebaue rekultiviert.
Den VEB Nickelhütte Aue (seit 1966 Kombinatsbetrieb) orientierte man auf die Aufarbeitung von nickelhaltigem Schrott, nachdem bereits 1954 die Forschungs- und Entwicklungsstelle von Aue nach St. Egidien verlagert wurde. Zwischen 1980 und 1984 errichtete das Kombinat neue Betriebsstätten in der Muldenhüttener Bleihütte.
Ferner gehörte zu den Betrieben im Kombinat die Schwefelkiesgrube „Einheit“ in Elbingerode. Das von dort gelieferte Pyritkonzentrat gelangte in die Abröstanlage von Muldenhütten, wo daraus Schwefelsäure hergestellt wurde. Die bergbauliche Gewinnung des Eisenerzes stellte man im August 1990 ein.
Das Kombinat unterstand zuletzt dem Ministerium für Erzbergbau, Metallurgie und Kali, das zum Jahresbeginn 1990 in das Ministerium für Schwerindustrie und im Verlauf des Jahres in das neu gebildete Wirtschaftsministerium der DDR einging. Weitere zentralgeleitete Kombinate der Schwerindustrie können in der Liste von Kombinaten der DDR eingesehen werden.

## Galerie

Motive zum Bergbau- und Hüttenkombinat
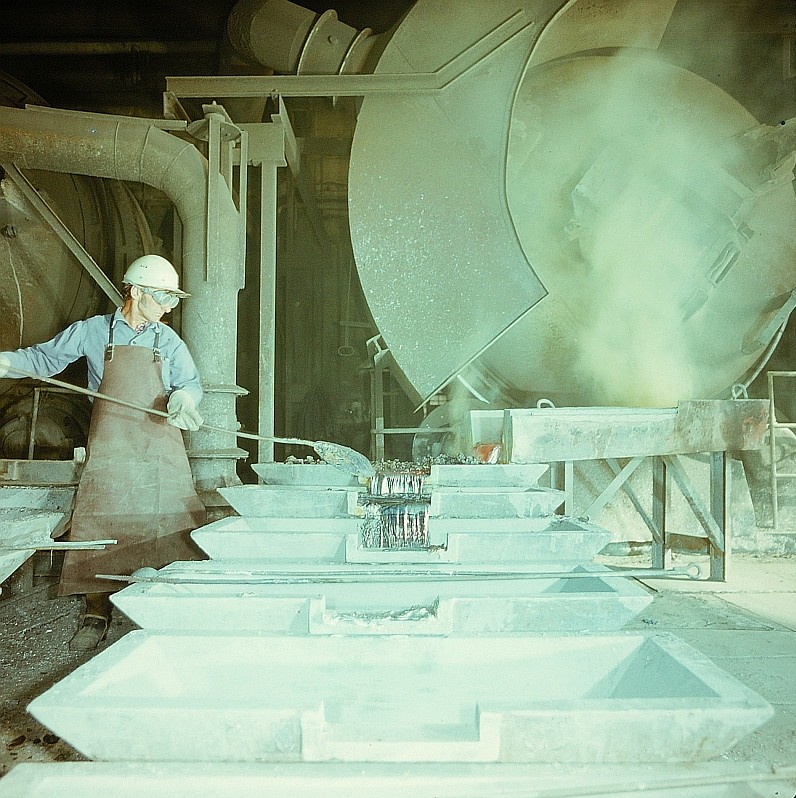
Bleiverarbeitung
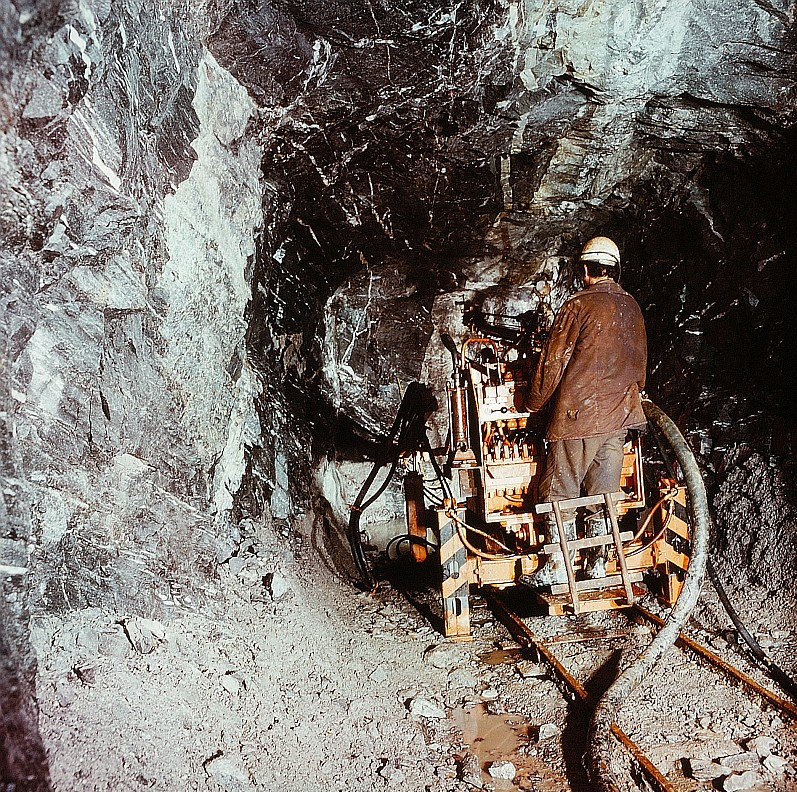
Zinnerzgewinnung
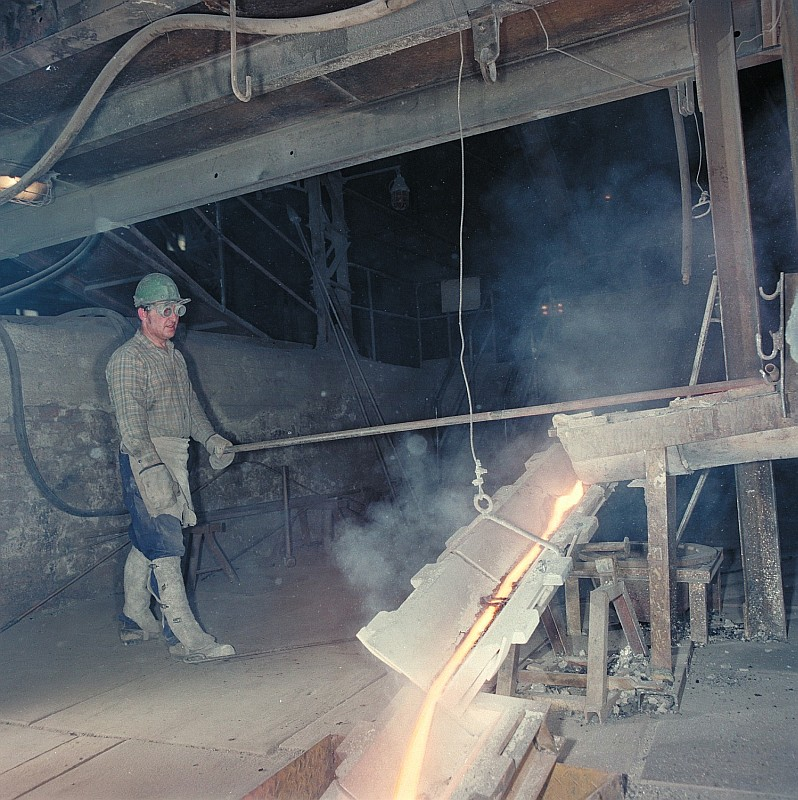
Abstich in der Alten Zinnhütte
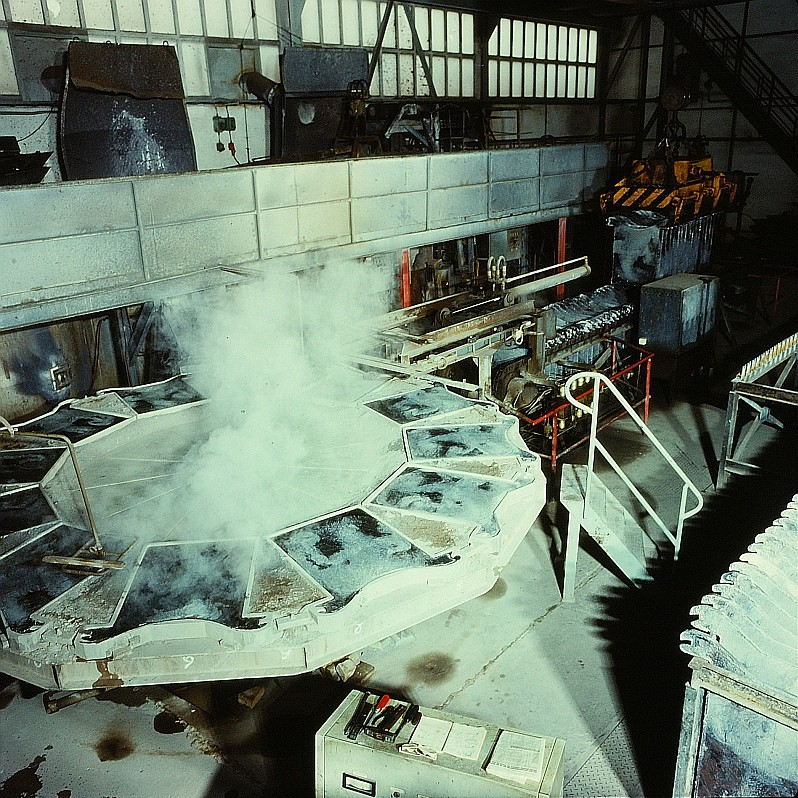
Nickelverhüttung
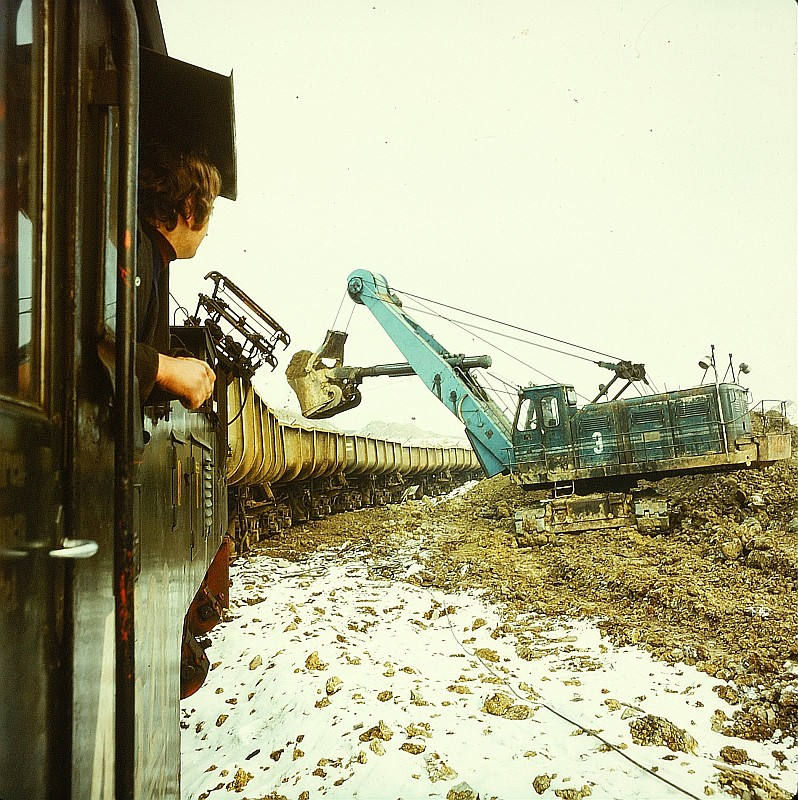
Nickelerz-Tagebau
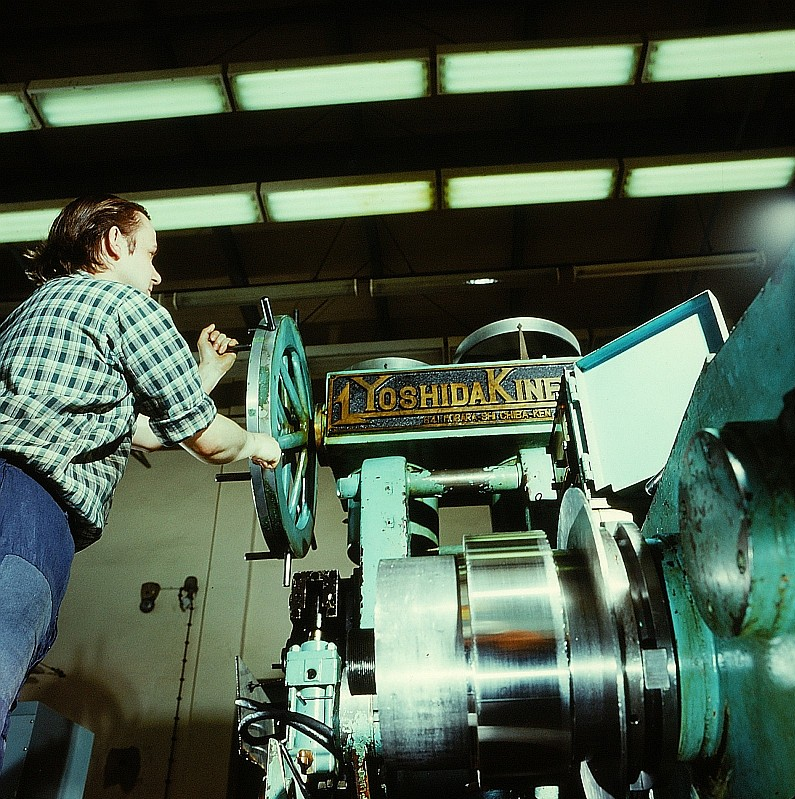
Walzwerk in der Edelmetallverarbeitung
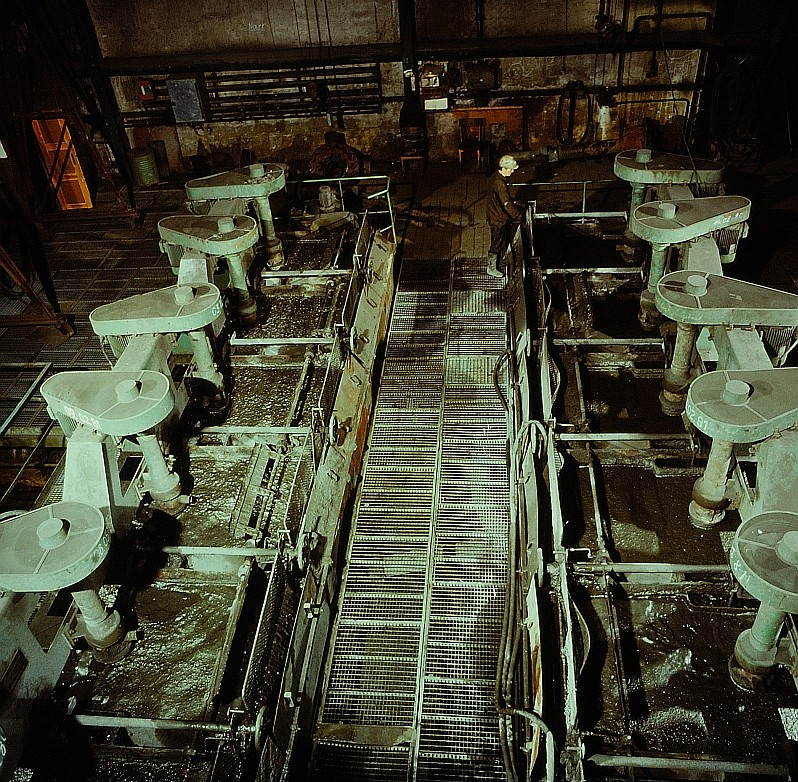
Schwefelkiesverarbeitung
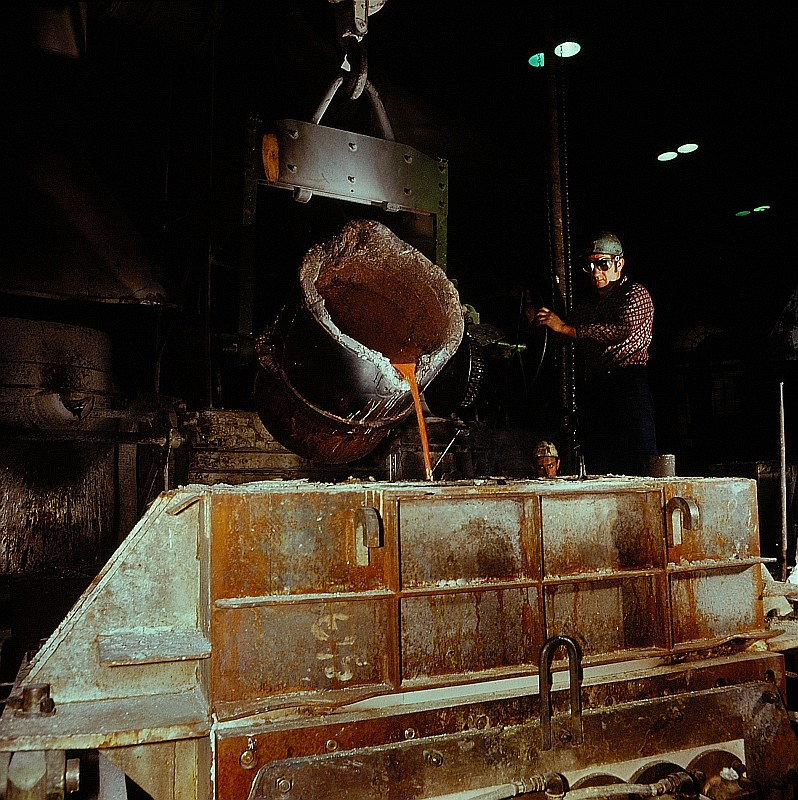
Gießerei im VEB Auerhammer
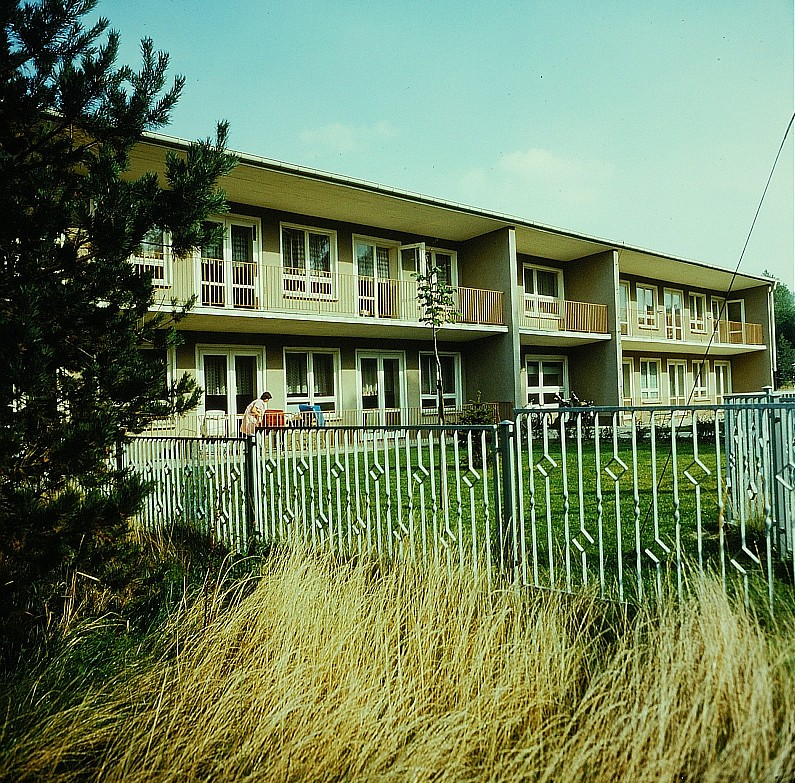
Betriebskindergarten
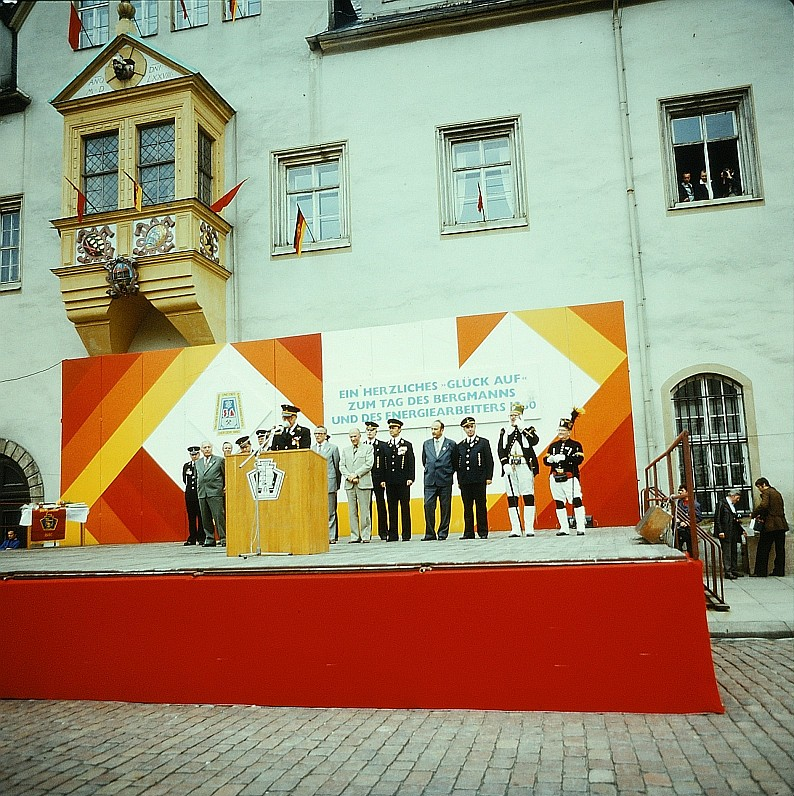
Tag des Bergmanns und des Energiearbeiters (Freiberg, Juli 1980)

## Weitere Betriebsteile
Zum Komplex des Bergbau- und Hüttenkombinates gehörten des Weiteren folgende Betriebe:
- VEB Rationalisierungsbetrieb Freiberg,
- VEB Kühlerbau Freiberg,
- VEB Halbzeugwerk Auerhammer,
- VEB Sächsisches Metallwerk,
- Trinks Eisenbau Freiberg,
- Sägenbau Bieberstein.

## Privatisierung ab 1990
Im Jahr 1990 erfolgte die Privatisierung des Kombinates. Der Komplex ging in die SAXONIA AG Metallhütten- und Verarbeitungswerke Freiberg auf, die kurze Zeit später in die Saxonia Standortentwicklungs- und -verwaltungsgesellschaft mbH transformiert wurde. Im Jahr 1993 kaufte die Rheinische Zinkgesellschaft mbH die Hütte Muldenhütten und bildete daraus die Muldenhütten Recycling und Umwelt GmbH. Der ehemalige Firmensitz beherbergt heute die ebenfalls aus dem Komplex entstandene Saxonia-Freiberg-Stiftung.

## Umweltbelastungen und Sanierungsmaßnahmen

### Hütte Freiberg
Die aus den Produktionsprozessen des Kombinates freigesetzten Schwermetall-Emissionen führten insbesondere in der Region Freiberg zu diagnostizierten gesundheitlichen Risiken, die in den 1980er Jahren intensiv erörtert wurden. Es handelte sich dabei vorrangig um Belastungen mit signifikanten Blei- und Arsenwerten.
Weitere zusätzliche Belastungen durch Kadmium, Quecksilber, Kupfer und Zink sind am Hüttenstandort Freiberg nachgewiesen. Das hochbelastete Absetzbecken des Kombinates am Ostrand von Freiberg, welches zwischen 1970 und 1990 in Betrieb war und etwa 140.000 Kubikmeter mit Schwermetallen kontaminierte Neutralisationsschlämme aufgenommen hatte, wurde aufwändig stabilisiert. Ferner erhielt der betriebliche Haldenkomplex am gleichen Standort mit 500.000 Kubikmeter Produktionsabfällen eine gegen Verwehung und Ausspülung schützende Erdabdeckung einschließlich spezieller Isolationsschichten (Bentonit-haltig) und Entwässerungssysteme. Ein kleineres Becken (500 Kubikmeter) der Zinkproduktion sanierte man durch stabilisierende Umarbeitung der vorrangig durch Quecksilber kontaminierte Absetzrückstände.
Das Kanalsystem der ehemaligen Betriebsabwässerbeseitigung war seit Betriebsbeginn der Hütte Freiberg im Jahr 1959 starken Beanspruchungen ausgesetzt, so dass es zu Lecks und in Teilbereichen zu vollständigem Funktionsversagen kam. Die austretenden Betriebswässer verursachten im Werksgelände eine umfassende Schadstoffkontamination. Der Ostteil der Betriebsstätte befindet sich über historischen Bergbauanlagen. Das Einsickern von Schlämmen aus dem Absetzbecken bewirkte eine unerwünschte Mobilität von Schadstoffen in den Werner-Stolln hinein. Es wird angenommen, dass sich im Zuge der Wasserhaltung Schwermetallanteile dem Entwässerungssystem des Rothschönberger Stollns und Königlich-verträglichen-Gesellschaft-Stolln zufließen und auf diese Weise in die Freiberger Mulde bzw. Elbe gelangen.

### Komplex Muldenhütten
An der früheren Betriebsstätte Muldenhütten führte man ebenso umfangreiche Sanierungs- und Sicherungsmaßnahmen durch. Im Rauchgaskanalsystem befanden sich 1.200 Tonnen Flugstäube, die lösliche Arsen- und Schwermetallverbindungen, Dioxin- und Furanverbindungen sowie Pestizide enthielten. Sickerwässer transportierten diese Stoffe in das Oberflächen- und Grundwasser.

Instabile Haldenböschungen und zahlreiche Sickerwasserpfade im Gelände begünstigten die Freisetzung von Schadstoffen. Durch die Verarbeitung von Zinnerzen aus erzgebirgischen Lagerstätten ergab sich eine radiologische Belastung. Altlasten aus den hüttentechnischen Aktivitäten vergangener Jahrhunderte sind zusätzlich gegeben.

### Hüttenbereich Halsbrücke
An dem historisch bedeutsamen und bereits mit Schadstoffen belasteten Hüttenstandort fand nach 1945 Verarbeitungsprozesse mit Blei, Wismut, Kupfervitriol, Nickelsulfat, Schwefelsäure, Silber, Gold, Palladium und Platin statt. In der jüngeren Betriebsgeschichte existierten hier galvanische Anlagen zur Rückgewinnung oder Veredlung. Bodenbelastungen bestehen durch anthropogen verursachte Gehalte an Blei, Zink, Kadmium, Kupfer und Arsen. Umweltrisiken liegen in belasteten Sickerwässern vom Betriebsgelände sowie von den zugehörigen Spül- und Schlackenhalden in der Umgebung. Aktuelle Einschätzungen gehen hier von einer relativen Stabilität (geringe Eluationsneigung) der in Frage kommenden Metallverbindungen im Boden aus. In der Grube Beihilfe wurde zuletzt zwischen 1937 und 1968 Bergbau auf Blei- und Zinkerze betrieben. Flotationsrückstände der nachfolgenden Verhüttungsarbeiten verspülte man bis 1955 auf einer Halde am 7. Lichtloch des Rothschönberger Stollns. Anschließend lagerten hier Öl- und Farblösemittel.

## Archivalische Unterlagen
Im Bergarchiv Freiberg befindet sich neben umfangreichen Betriebsaktenbeständen eine große Fotosammlung des Kombinates. Sie setzt sich aus 24.000 Aufnahmen in verschiedener Form (Papierbilder, Filme, Dias) zusammen. Der Bestand dokumentiert Themen des Bergbaus und des Hüttenwesens im Zuständigkeitsbereich des Kombinats und seiner Vorläufereinrichtungen von etwa 1920 bis etwa 1990.